# Силвер-Крик (тауншип, округ Райт, Миннесота)
Силвер-Крик (англ. Silver Creek) — тауншип в округе Райт, Миннесота, США. На 2000 год его население составило 2332 человека.

## География
По данным Бюро переписи населения США площадь тауншипа составляет 101,5 км², из которых 93,3 км² занимает суша, а 8,2 км² — вода (8,11 %).

## Демография
По данным переписи населения 2000 года здесь находились 2332 человека, 789 домохозяйств и 658 семей.  Плотность населения —  25,0 чел./км².  На территории тауншипа расположено 897 построек со средней плотностью 9,6 построек на один квадратный километр. Расовый состав населения: 99,01 % белых, 0,17 % коренных американцев, 0,30 % азиатов, 0,04 % — других рас США и 0,47 % приходится на две или более других рас. Испанцы или латиноамериканцы любой расы составляли 0,13 % от популяции тауншипа.
Из 789 домохозяйств в 41,4 % воспитывались дети до 18 лет, в 76,2 % проживали супружеские пары, в 4,3 % проживали незамужние женщины и в 16,6 % домохозяйств проживали несемейные люди. 13,8 % домохозяйств состояли из одного человека, при том 4,3 % из — одиноких пожилых людей старше 65 лет. Средний размер домохозяйства — 2,96, а семьи — 3,25 человека.
30,4 % населения — младше 18 лет, 6,4 % — в возрасте от 18 до 24 лет, 30,7 % — от 25 до 44, 25,6 % — от 45 до 64, и 6,9 % — старше 65 лет. Средний возраст — 36 лет. На каждые 100 женщин приходилось 104,6 мужчин.  На каждые 100 женщин старше 18 приходилось 103,1 мужчин.
Средний годовой доход домохозяйства составлял 60 511 долларов, а средний годовой доход семьи —  64 500 долларов. Средний доход мужчин —  41 613  долларов, в то время как у женщин — 28 966. Доход на душу населения составил 23 430 долларов. За чертой бедности находились 2,8 % семей и 3,7 % всего населения тауншипа, из которых 3,0 % младше 18 и 6,1 % старше 65 лет.